# Сыроежка пищевая
Сырое́жка пищева́я (лат. Rússula vésca) — вид грибов, включённый в род Сыроежка (Russula) семейства Сыроежковые (Russulaceae).

## Описание
Шляпка достигает 5—11 см в диаметре, сначала полушаровидная, затем выпуклая и уплощённо-вдавленная. Окраска очень разнообразная: винно-красная, светло-розовая, сиренево-коричневая (f. vesca), бежевая (f. romellii), зеленовато-коричневая (f. viridata), светло-серая (f. neglecta), редко чисто белая (f. lactea). Кожица снимается наполовину, с раннего возраста обнажает край шляпки.
Пластинки довольно частые, около ножки часто ветвящиеся, приросшие, белые, затем светло-кремовые.
Ножка обычно цилиндрическая, крепкая, белая, в основании часто желто-бурая, иногда со слабым оттенком шляпки.
Мякоть крепкая, белая, под кожицей с соответствующим оттенком, без особо запаха, со слабым ореховым вкусом.
Споровый порошок белого цвета. Споры 5,5—8,5×4,5—6,5 мкм, яйцевидные, мелкобородавчатые, с почти не выраженной сеточкой. Пилеоцистиды цилиндрические или булавовидные.
Съедобна, является одним из самых высоко ценимых представителей рода.

## Сходные виды
- Russula xerampelina (Schaeff.) Fr., 1838 произрастает в основном под хвойными деревьями, отличается заметным селёдочным запахом.

## Экология
Вид широко распространён по всей Евразии, предпочитает широколиственные леса с дубом, буком и другими породами, в горных лесах отсутствует.

## Таксономия

### Синонимы
- Russula heterophylla var. vesca (Fr.) Melzer & Zvára, 1927
- Russula mitis Rea, 1922